# Ločica pri Vranskem
Ločica pri Vranskem is een plaats in Slovenië en maakt deel uit van de gemeente Vransko in de NUTS-3-regio Savinjska. De plaats telde 167 inwoners op 1 januari 2020.